# 小寺正史
小寺 正史（こでら まさし、1950年5月17日 - ）は、日本の弁護士、弁理士、法学修士。札幌弁護士会会長や、北海道弁護士会連合会理事長、日本弁護士連合会副会長、北海道大学客員教授、北海道第三者検証委員会委員長、法務省人権擁護委員等を歴任した。

## 人物・経歴
1969年北海道帯広三条高等学校卒業。1975年北海道大学法学部卒業。1977年旧司法試験合格。1978年最高裁判所司法研修所司法修習生。1980年弁護士登録、橋本昭夫法律事務所入所。小寺正史法律事務所設立。1985年弁理士登録。1997年北海道大学大学院法学研究科中国法専攻修士課程修了、修士（法学）。
1997年市立札幌病院倫理委員。1999年北海道大学先端科学技術共同研究センター客員教授、法務省人権擁護委員。2004年北海道大学大学院法学研究科講師。2005年札幌弁護士会会長。2006年北海道弁護士会連合会理事長、公立大学法人札幌市立大学監事。2007年札幌学院大学客員教授。2008年日本弁護士連合会副会長。2011年北海道第三者検証委員会委員長。2014年小樽商科大学大学院非常勤講師。2018年ほくやく・竹山ホールディングス監査役。2020年旭日中綬章受章。